# Culture de Boïsman
La culture de Boïsman, ou culture Boïsmanskaïa, est une culture néolithique de l'Extrême-Orient russe. Elle est similaire au Chulmun de la péninsule coréenne. Elle était répandue sur la côte sud-ouest du Primorye, près de Vladivostok, entre 3 000 et 1 000 av. J.-C. Elle tire son nom du site de Boisman-2. Elle a pour particularité d'avoir laissé des sépultures dans les amas coquilliers.

## Description
Les habitations sont petites (9 à 12 m2), rectangulaires et semi-enterrées. Les sépultures sont groupées autour d'une tombe centrale. Les outils sont en pierre taillée. Il y a des herminettes, des foreuses, des haches, des pointes de flèches et de lance, des plombs pour les filets de pêche et des couteaux. En nombre, la plupart de ces outils servent à traiter les prises de poissons et de gibier. Selon une analyse de la forme des crânes, les habitants seraient des représentants de la race arctique,.

## Populations et génétique
Les études génétiques montrent que les populations de Boisman présentent une affinité génétique avec celles de la période Jōmon au Japon. Elles indiquent également que les Amérindiens partagent plus d'allèles avec les individus de la culture Boisman qu'avec les autres populations de l'Asie de l'est. Ces résultats suggèrent que cette culture est reliée aux populations qui sont à l'origine du peuplement des Amériques. 